# 真雅
真雅（しんが、延暦20年（801年） - 元慶3年1月3日（879年1月28日））は、平安時代前期の真言宗の僧。父は佐伯田公。空海の弟。讃岐国多度郡屏風浦の出身。空海の十大弟子の一人。清和天皇の誕生以来の護持僧で、天皇とその外祖父藤原良房から厚い信任を得る。清和天皇の御願寺である貞観寺の開基。貞観寺僧正・法光大師と称される。

## 経歴
- 大同4年（809年）、9歳のとき故郷を離れ上京[1]。
- 弘仁7年（816年）、16歳のとき空海の弟子となる。
- 弘仁10年（819年）、19歳のとき具足戒を受ける。
- 弘仁14年（823年）、23歳のとき勅により参内し、天皇の御前で真言37尊の梵号を唱誦する。その声のすばらしさは聴衆を圧倒し、天皇は大いに悦んだという[2]。
- 天長3年（826年）3月5日、空海から『天長印信』を伝授された、という伝承が中世まで流布していた。ただしその後の研究では『天長印信』は謀書（偽書）とされる。
- 承和2年（835年）、弘福寺別当に任ぜられる[3]。また、一説に東大寺真言院を委託される。
- 承和14年（847年）、東大寺別当に任ぜられる。
- 嘉祥元年（848年）6月、権律師に任ぜられる。9月、律師に任ぜられる。
- 嘉祥3年（850年）3月、右大臣藤原良房の娘明子が惟仁親王（11月、立太子。後の清和天皇）を生む。真雅は親王生誕から貞観16年（874年）まで24年間、常に侍して聖体を護持したという。
- 仁寿2年（853年）、惟仁親王のために藤原良房と協同で嘉祥寺に西院を建立。
- 仁寿3年（854年）10月、少僧都に任ぜられる。
- 斉衡3年（856年）10月、大僧都に任ぜられる。
- 貞観元年（859年）3月、嘉祥寺西院に真言宗を学ぶ年分度者3人を認められる。
- 貞観2年（860年）2月、真済が没したのにともない東寺一長者となる（先任二長者の真紹をさしおいて就任）[4]。
- 貞観4年（862年）7月、嘉祥寺西院が貞観寺と改められる。
- 貞観6年（864年）2月、真雅の奏請により僧綱を対象とする新たな僧位（僧正に法印大和尚位、僧都に法眼和上位、律師に法橋上人位）が制定され、真雅は法印大和尚位僧正に任ぜられる。また、僧として初めて輦車による参内を許される。
- 貞観16年（874年）3月、清和天皇が貞観寺の新道場落成を祝って大斎会を催す。諸宗の百僧、親王公卿百官が列席。
- 7月、上表して僧正職を辞するが許されず（その後、再三の辞表も不許可）。
- 貞観18年（876年）8月、奏請により貞観寺に座主職を置き僧綱の管轄外とする。
- 元慶3年（879年）1月3日、貞観寺にて入滅。享年79。
- 文政11年（1828年）6月26日、950回忌に際して法光大師の諡号が追贈される。

## 弟子
元慶2年11月11日の真雅言上状によれば、真雅の付法弟子は以下の5人。
- 真然…空海に師事し、後に真雅の灌頂を受ける。僧正。
- 真皎…真雅言上状に十禅師伝灯大法師位とある。伝不詳。
- 源仁…はじめ興福寺護命の弟子。後に実恵に密教を学び、真雅の灌頂を受ける。さらに入唐した宗叡の灌頂も受ける。権少僧都。後世に続く真言宗の法統は真雅-源仁の系列のみ。
- 載宝…真雅言上状に十禅師伝灯大法師位とある。伝不詳。
- 恵宿…真雅言上状に伝灯大法師位とある。元慶9年（885年）、貞観寺座主となる。

そのほか師弟関係が伝えられる者
- 聖宝…はじめ真雅に随い出家。元興寺、東大寺で諸宗を学んだ後、真雅から無量寿法、真然から両部大法を受け、源仁の灌頂を受ける。醍醐寺の開基。僧正。
- 観賢…はじめ真雅の弟子。後に聖宝の灌頂を受ける。権僧正。

## 補注
1. ↑  この年、空海が唐から帰国後初めて上京し高雄山寺に入った。
2. ↑  この年4月に嵯峨天皇が譲位し、淳和天皇が即位している。史料にはどちらの天皇か記されていない。
3. ↑  この年3月、空海入滅。前の別当は空海か？
4. ↑  『江談抄』巻二は、惟仁親王の護持僧である真雅と、文徳天皇の第一皇子惟喬親王の護持僧だった真済が不仲だったと伝えている。惟喬親王の母は真済と同じ紀氏。
5. ↑  「本朝伝法灌頂師資相承血脈」（『大日本古文書』家わけ１９、醍醐寺文書之一、279号）所載。